# Conchocarpus guyanensis
Conchocarpus guyanensis là một loài thực vật có hoa trong họ Cửu lý hương. Loài này được (Pulle) Kallunki & Pirani mô tả khoa học đầu tiên năm 1998.